# Microdebilissa robustula
Microdebilissa robustula är en skalbaggsart som först beskrevs av Carolus Holzschuh 1990.  Microdebilissa robustula ingår i släktet Microdebilissa och familjen långhorningar.
Artens utbredningsområde är Nepal. Inga underarter finns listade i Catalogue of Life.